# 歐弗蘭帕克
歐弗蘭帕克（英語：Overland Park）是美国堪薩斯州東部詹森郡的一個城市，面積195.9平方公里。2020年時有人口19萬7,238人，是該州第二大城。

## 姐妹城市
- 德国比蒂格海姆-比辛根